# 林勝彦
林 勝彦（はやし かつひこ、1943年1月21日 -2022年1月14日）は、日本の科学ジャーナリスト。元NHKエグゼクティブ・プロデューサー。サイエンス映像学会会長、科学ジャーナリスト賞選考委員。

## 略歴
1943年1月21日、東京生まれ。1965年、慶応義塾大学文学部哲学科（産業社会学）卒業後、NHKに入局。1965年山口放送局放送部、1970年教育局学校放送部、1973年番組制作局・科学産業部、1977年名古屋放送局放送部、1982年東京番組制作局教養科学部、1984年編成局NHKスペシャル番組部、1987年NHKエンタープライズ、1990年編成局NHKスペシャル番組部、1991年NHKクリエイティブ、1995年NHKエンタープライズ21と約40年間にわたり、約300本以上の番組制作（主に科学、環境、医学、医療、原子力など）に携わった。
NHK外では、武蔵野美術大学・東京芸術大学非常勤講師、東京大学先端科学技術研究センター客員教授、東京工科大学メディア学部教授（2006 - 2008）、同大学客員教授、関西学院大学　サインス映像研究センター客員研究員などを歴任した。このほか、日本科学技術ジャーナリスト会議が開催する科学ジャーナリスト塾講師・塾長を務め、科学技術会議生活委員会生活・社会基盤研究小委員会、文部科学省科学技術・学術審議会専門委員などの各種委員を務めた。
2022年1月14日未明、都内の病院で死去。享年78歳。

## 主な製作番組と受賞歴

### 国際コンクール受賞番組
- NHK特集「にがよもぎ・チェルノブイリ原発事故」（1986.3.14） 　第27回モンテカルロ国際テレビ祭ゴールデンニンフ賞・国際批評家賞・レーニエ3世賞

- NHKスペシャル「驚異の小宇宙・人体」第6集　生命を守る～ミクロの戦士たち」（1989.9.12） 　第17回教育番組国際コンクール日本賞グランプリ・日本電子機械工学会賞、第1回バイオメディカルジャーナリズム賞/最優秀番組賞
- BS1ジャパンレビュー「地球再生に挑む～平井親子二世代の記録」（1992.6.20） 　第1回アジア映像祭/推賞
- NHKスペシャル「驚異の小宇宙・人体2～脳と心」第1集「心が生まれた惑星～進化」（1993.10.31） 　ハイビジョン国際映像祭ちば・モントリオール1994フェスティバル表彰、ハイビジョン・アウォード’94選定委員長賞
- NHKスペシャル「驚異の小宇宙・人体2～脳と心」第3集「人生をつぐむ臓器～記憶」（1993.12.12） 　第11回国際科学番組フェスティバル優秀賞、第5回ケベック国際科学フィルムフェスティバル優秀賞、1994年シーグラフ入賞、第14回国際科学番組フェスティバル生命映像祭リヨン市長グランプリ
- NHKスペシャル「驚異の小宇宙・人体2～脳と心」第5集「秘められた復元力～発達と再生」（1994.2.20） 　第5回上海テレビ祭/最優秀撮影賞
- NHKスペシャル「驚異の小宇宙・人体2～脳と心」第6集「果てしなき脳宇宙～無意識と創造性」（1994.3.20） 　第2回メディアネット賞スペシャル・メンション、第5回国際アニメーションフェスティバル広島大会第2位
- BS1日曜スペシャル「調査報告・地雷廃絶への道～日本人ビデオジャーナリストの執念」（1997.12.21） 　第7回地球環境映像祭入賞
- BS1日曜スペシャル「エコキッズ　～子供の目が見た環境破壊」（1995.11.23）（共同制作：NHKエンタープライズ21、テレビマンユニオン） 　第5回地球環境映像祭/特別賞
- NHKスペシャル「驚異の小宇宙・人体Ⅲ　遺伝子・DNA」第4集　命を刻む時計の秘密　～老化と死の設計図～（1999.8.9） 　第17回国際科学番組フェスティバル科学映像賞（通称：ユネスコ賞）、第43回ザ・ニューヨーク・フェスティバル2000科学部門ゴールドワールドメダル、第1回北京国際科学映像祭「医学・健康部門」金賞
- マルチメディア・人体　CD-ROM（2枚）①ダヴィンチの書（人体映像百科辞典）・②ダヴィンチを救え！（ナビゲーションゲーム）（1996） 　ニューヨークフェスティバル総合グランプリ（図書部内賞）、ヨーロッパマルチメディア賞教養科学部門賞、アメリカ教育コミュニケーション工業会DID賞

### 国内コンクール受賞番組
- 教育テレビスペシャル「生命科学の驚異」第1集　生殖革命〜人工生物誕生（1979.11.6） 　科学放送賞
- NHK特集「知られざる巨大技術・原子力」３本シリーズに（1981.7.10.17.24） 　第19回ギャラクシー賞選奨
- NHK特集「知られざる巨大技術・原子力」第３集　どう棄てる放射性廃棄物（1981.7.24） 　第8回放送文化基金賞奨励賞
- NHKスペシャル「驚異の小宇宙・人体」６本シリーズに第1集〜第６集（1989.6.10〜1989.9.12） 　平成元年度中央福祉審議会特別推薦、AVA’89グランプリ金賞・通産大臣賞・CG部門グランプリ
- NHKスペシャル「驚異の小宇宙・人体」第1集　生命誕生（1989.6.10） 　平成元年度科学放送賞科学放送奨励賞、平成元年度日本テレビ技術賞CG賞
- NHKスペシャル「驚異の小宇宙・人体」第4集　壮大な化学工場〜肝臓（1989.9.10） 　’90科学技術映画祭優秀作品賞
- NHKスペシャル「驚異の小宇宙・人体」第６集　生命を守るミクロの戦士たち〜免疫（1989.9.12） 　第16回放送文化基金賞奨励賞、日本テレビ技術賞CG技術、会長賞
- NHKスペシャル「脳死」第1部　新しい死がもたらすもの（1990.12.15） 　第17回放送文化基金賞優秀賞
- NHKスペシャル「あなたの声が聞きたい〜”植物人間”生還へのチャレンジ」（1992.6.7）（共同制作：NHKクリエイティブ、ドキュメンタリージャパン） 　平成4年度文化庁芸術作品賞、‘92地方の時代映像コンクール審査委員会推賞、第30回ギャラクシー賞選奨、会長賞
- NHKスペシャル「驚異の小宇宙・人体２〜脳と心」第1集〜第６集（1993.10.31〜1994.3.20） 　第20回放送文化基金賞・個人、団体部門（林勝彦と人体CGスタッフ）、第2回橋田賞、1993年度画像電子技術賞
- NHKスペシャル「驚異の小宇宙・人体２〜脳と心」第３集　人生をつむぐ臓器〜記憶（1993.12.12） 　第35回科学技術映画祭科学技術庁推奨
- NHKスペシャル「驚異の小宇宙・人体２〜脳と心」第5集　秘められた復元力～発達と再生（1994.2.20） 　第31回ギャラクシー賞奨励賞
- プライムリ11「心の窓を開け　翔君〜自閉症への挑戦」（1994.6.25） 　1998年度中央児童福祉文化財推薦
- BS２スペシャル「青春法廷〜生命を問いかける学生たち」（1995.2.10）（共同制作：NHKクリエイティブ、ドキュメンタリージャパン） 　第21回放送文化基金賞本賞、テレビジョンATP賞’95郵政大臣賞・優秀賞、第32回ギャラクシー賞選奨
- BS１日曜スペシャル「死を学ぶ子供たち〜デス・エデュケーションの現場から」（1996.5.12） 　1996年度中央児童福祉番組審議会/推薦
- 年末ドキュメンンタリー「記憶が失われた時〜ある家族の２年半の記憶」（1996.12.27）（共同制作：NHKエンタープライズ２１、テレビマンユニオン） 　第23回放送文化基金賞、第14回テレビジョンATR賞’97奨励賞
- NHKスペシャル「柳田邦男の生と死を見つめて〜低体温療法の衝撃」（1997.2.2） 　第23回放送文化基金賞、第34回ギャラクシー賞奨励賞、第14回テレビジョンATP賞’97奨励賞
- 「立花隆・謎のキャンパスを行く〜東大先端研探検」（1997.7.26）（共同制作：NHKエンタープライズ２１、テレビマンユニオン） 　全国学校図書館協議会選定コンピュータ・ソフトウェア、　第14回ATP賞’97優秀賞
- NHKスペシャル「驚異の小宇宙・人体Ⅲ　遺伝子・DNA」第4集　命を刻む時計の秘密　〜老化と死の設計図〜（1999.8.9） 　第41回科学技術映画祭科学技術長官賞
- NHKジュニアスペシャル「人体」第6集「赤ちゃん誕生」（2003） 　2003年中央児童福祉文化財推薦番組
- NHKジュニアスペシャル「新シルクロードシリーズ」（2005） 　2005年中央児童福祉文化財推薦番組
- NHKジュニアスペシャル「驚異の小宇宙・人体2　脳と心」第1集～第6集（2005） 　2005年中央児童福祉文化財推薦番組

## 著書
- 『これが脳低体温療法だ 脳死を防ぐ新医療』（日本放送出版協会, 1997年10月）

### 編著
- 『“脱原発”を止めないために　科学ジャーナリストの警告』（清流出版, 2012年9月）